# 布埃村
布埃村，是西班牙卡斯蒂利亚-莱昂萨莫拉省的一个市镇。 总面积134平方公里，总人口829人（2001年），人口密度6人/平方公里。